# Euryproctus regenerator
Euryproctus regenerator är en stekelart som först beskrevs av Fabricius 1804.  Euryproctus regenerator ingår i släktet Euryproctus, och familjen brokparasitsteklar. Arten är reproducerande i Sverige.